# Centralbahn AG
Die Centralbahn AG mit Sitz in Basel ist ein privates Eisenbahnunternehmen in der Schweiz. Hauptgeschäft ist die Durchführung von Sonderzugfahrten mit eigenen Fahrzeugen. Aber auch Güterverkehr wird mit eigenen Lokomotiven abgewickelt.
Geschäftsführer ist der frühere Eigentümer des Freiburger Eisenbahn-Kuriers und ehemalige Miteigentümer des Münchner Geramond-Verlags, Rudolf Josef Wesemann.

## Triebfahrzeuge

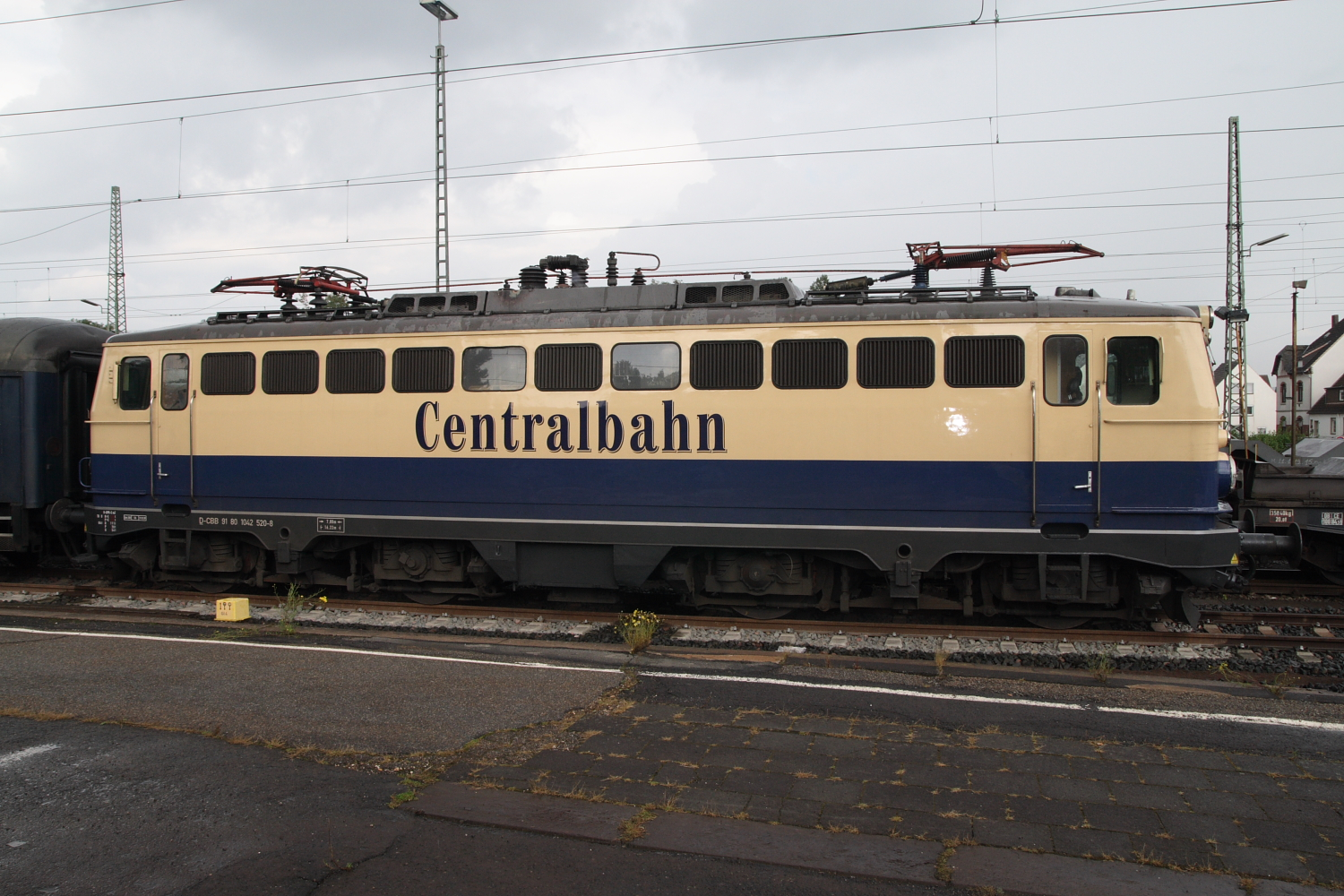
1042 520-8 im Bahnhof Andernach

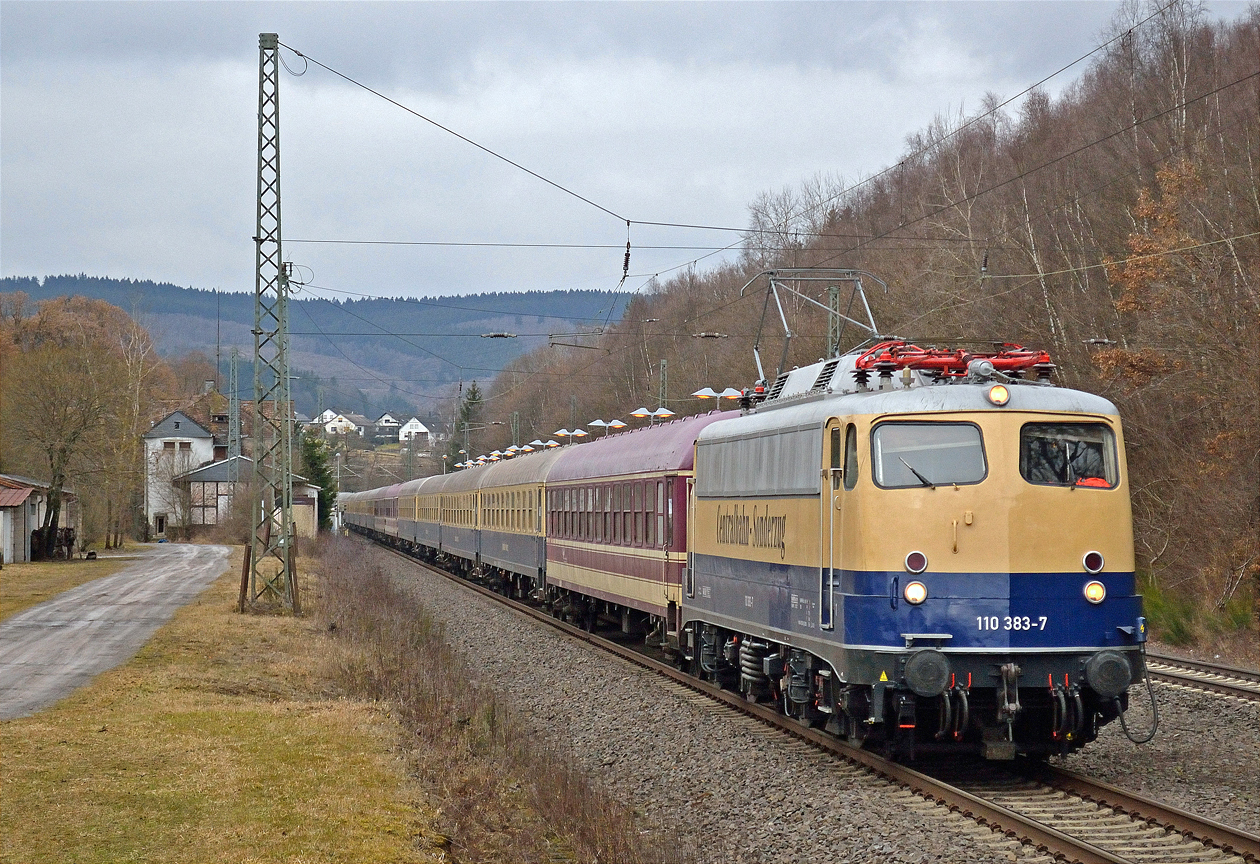
110 383 mit einem Sonderzug auf der Dillstrecke bei Dillbrecht (Februar 2017).

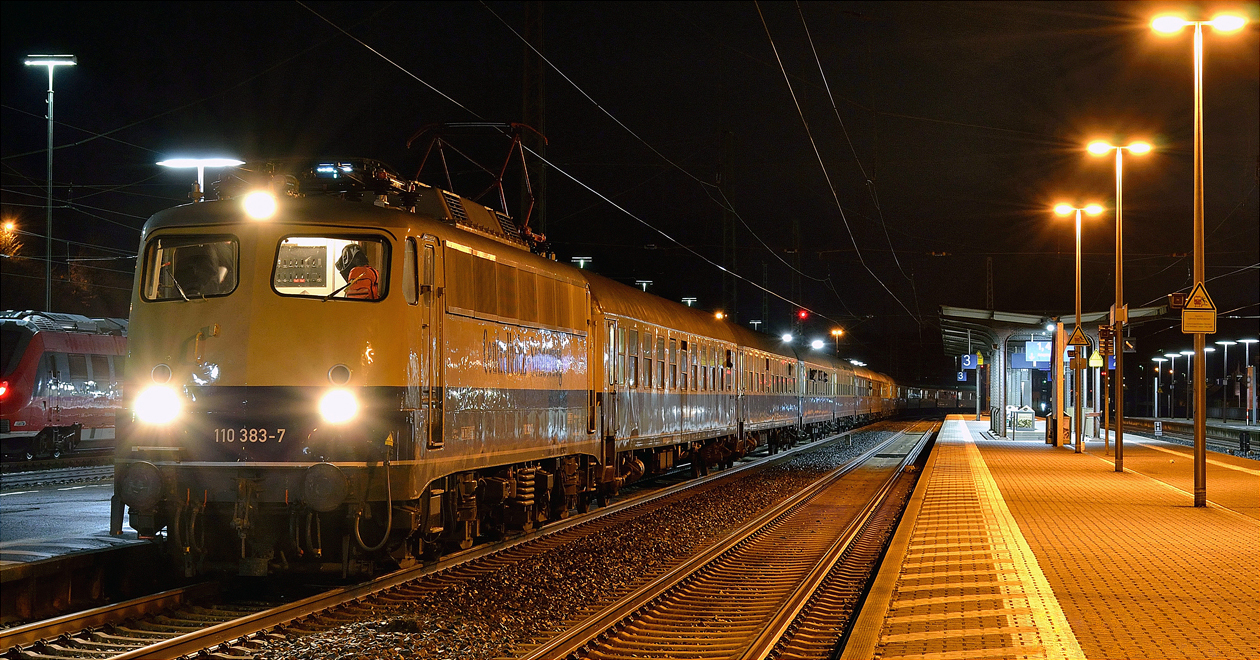
110 383 mit einem Sonderzug am Bahnhof von Dillenburg auf der Dillstrecke (Februar 2017).

Die Centralbahn besitzt 14 eigene Triebfahrzeuge, die aus Deutschland, Österreich und der Schweiz stammen.
| Nummer         | Hersteller/Fabriknummer | Leistung | Achsfolge | Baujahr | Typ      | Herkunft   |
| -------------- | ----------------------- | -------- | --------- | ------- | -------- | ---------- |
| Re 4/4 I 10006 | SLM/3882                | 1.800 kW | Bo'Bo'    | 1946    | Re 4/4 I | SBB        |
| Re 4/4 I 10008 | SLM/3889                | 1.800 kW | Bo'Bo'    | 1946    | Re 4/4 I | SBB        |
| Re 4/4 I 10019 | SLM/3953                | 1.800 kW | Bo'Bo'    | 1946    | Re 4/4 I | SBB        |
| Te III 130     | SLM/3946                | 250 kW   | B         | 1946    | Te III   | SBB        |
| Tem I 275      | Tuchschmid              | 250 kW   | B         | 1946    | Tem I    | SBB        |
| 1042 520       | SGP/18361               | 4.000 kW | Bo'Bo'    | 1968    | 1042     | ÖBB        |
| 1142 704       | SGP/72832               | 4.000 kW | Bo'Bo'    | 1977    | 1142     | ÖBB        |
| 1046 022       | SGP/17880               | 1.400 kW | Bo'Bo'    | 1959    | 1046     | ÖBB        |
| 1046 024       | SGP/17882               | 1.400 kW | Bo'Bo'    | 1959    | 1046     | ÖBB        |
| 357 512-3      | Deutz/57512             | 200 PS   | B         | 1962    | KS 230 B | Bundeswehr |
| 357 515-6      | Deutz/57515             | 200 PS   | B         | 1962    | KS 230 B | Bundeswehr |
| 357 524-8      | Deutz/57524             | 200 PS   | B         | 1962    | KS 230 B | Bundeswehr |
| 110 278        | Krauss-Maffei/18947     | 3.620 kW | Bo’Bo’    | 1963    | 110      | DB         |
| 110 383        | Krauss-Maffei/19158     | 3.620 kW | Bo’Bo’    | 1965    | 110      | DB         |

## Wagenpark

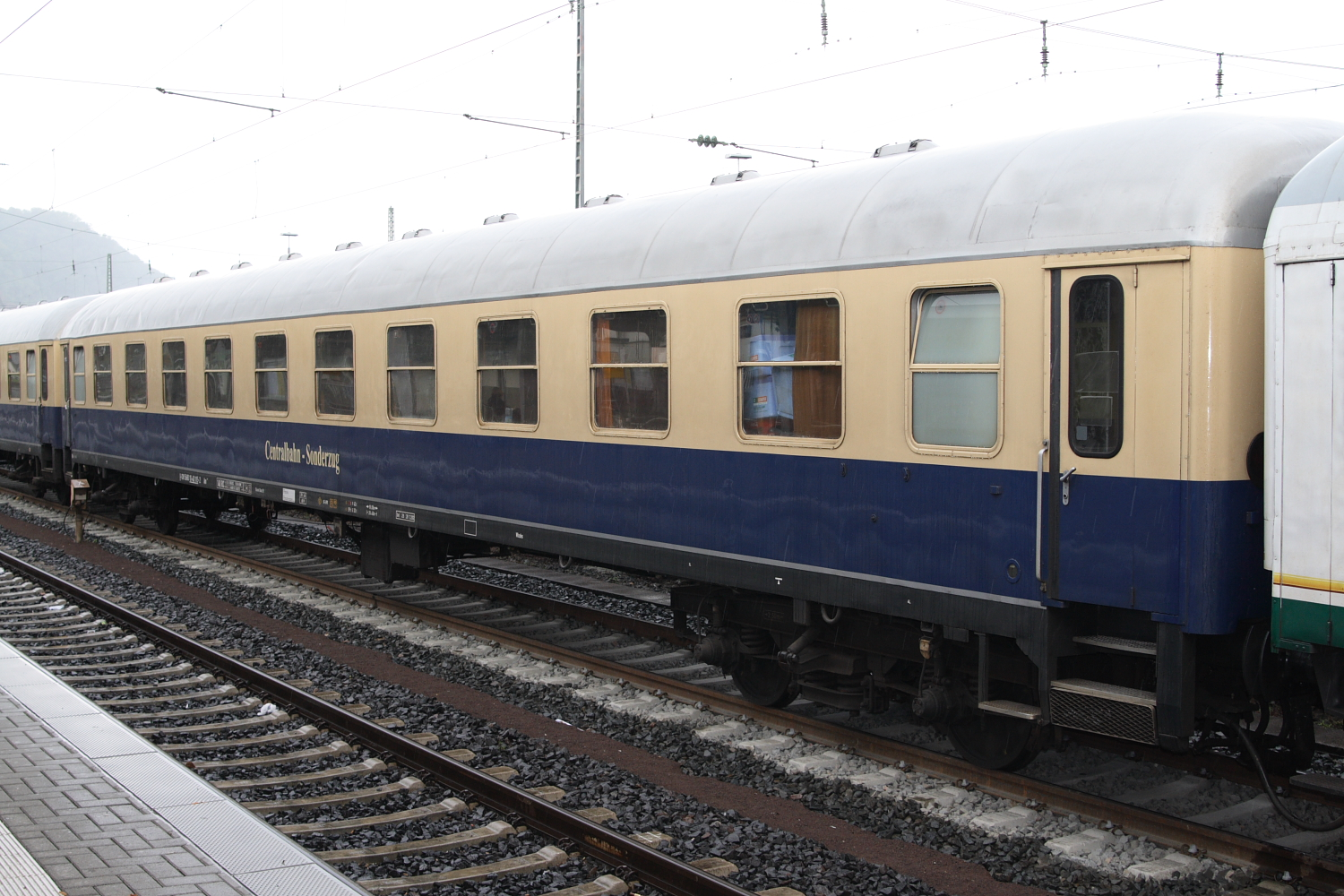
1.-Klasse-Abteilwagen der Centralbahn AG (ehemaliger Am^{208} der Deutschen Bundesbahn)

Der Wagenpark umfasst über 75 eigene Reisezugwagen, die überwiegend in Sonderzügen eingesetzt werden:
- 22 1.-Klasse-Wagen
- 20 2.-Klasse-Wagen
- 5 Gesellschaftswagen
- 5 Gesellschaftswagen „Rollende Weinstube“
- 6 Speisewagen
- 1 TEE-Barwagen
- 1 TEE-Barwagen mit Klavier
- 5 Gepäck- und Fahrradwagen
- 1 Generatorwagen
- 1 Ausstellungswagen

## Zwischenfälle
Am Abend des 19. Oktober 2019 brach in einem mit Fans des SC Freiburg besetzten Sonderzug von Berlin nach Freiburg kurze Zeit nach der Abfahrt ein Feuer aus. Hierbei erlitten vier Passagiere leichte Rauchgasvergiftungen und ein Waggon brannte vollständig aus. Die Brandursache war eine defekte Heizungsanlage.

## Bildergalerie

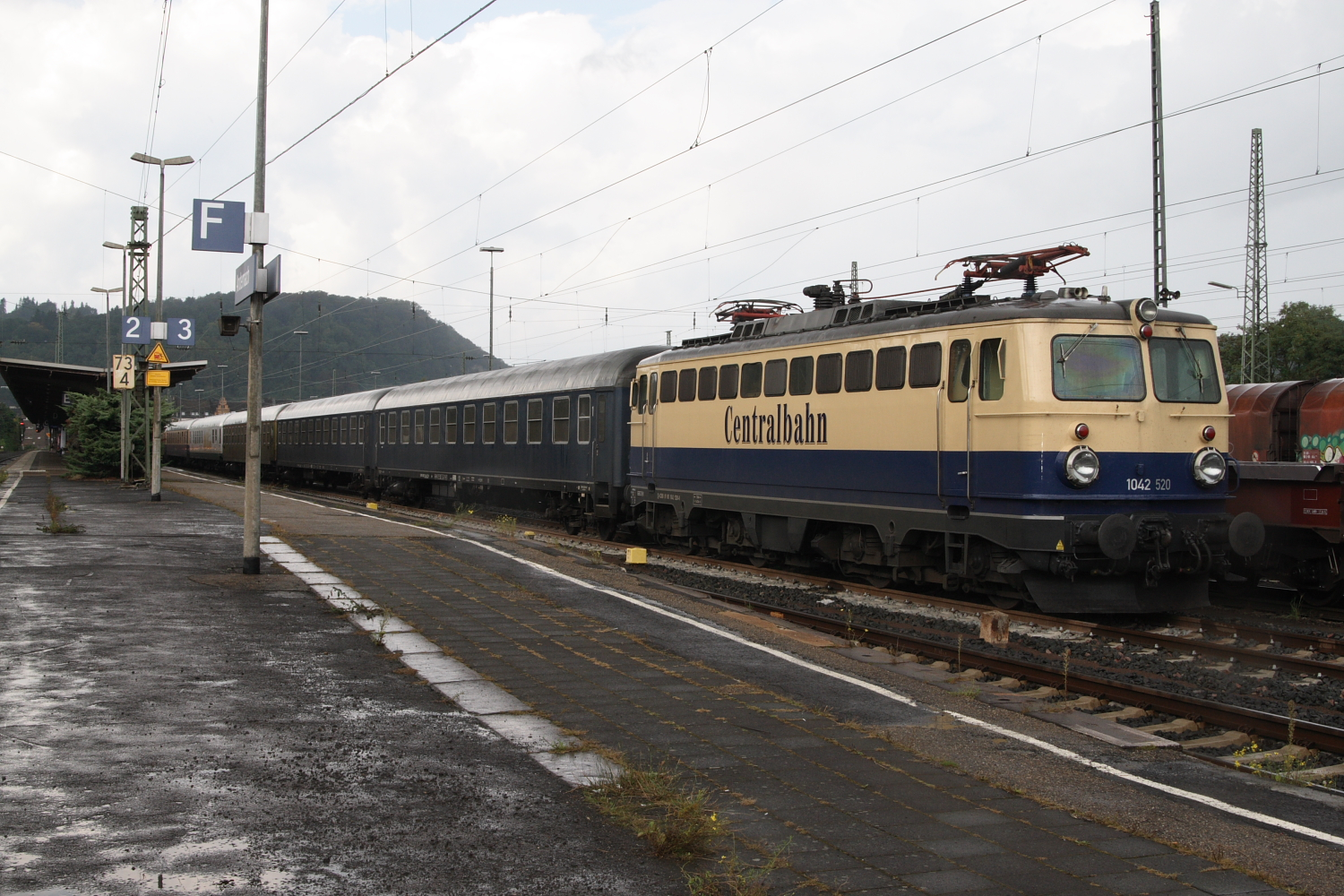
1042 520-8 mit einem Sonderzug der Centralbahn in Andernach
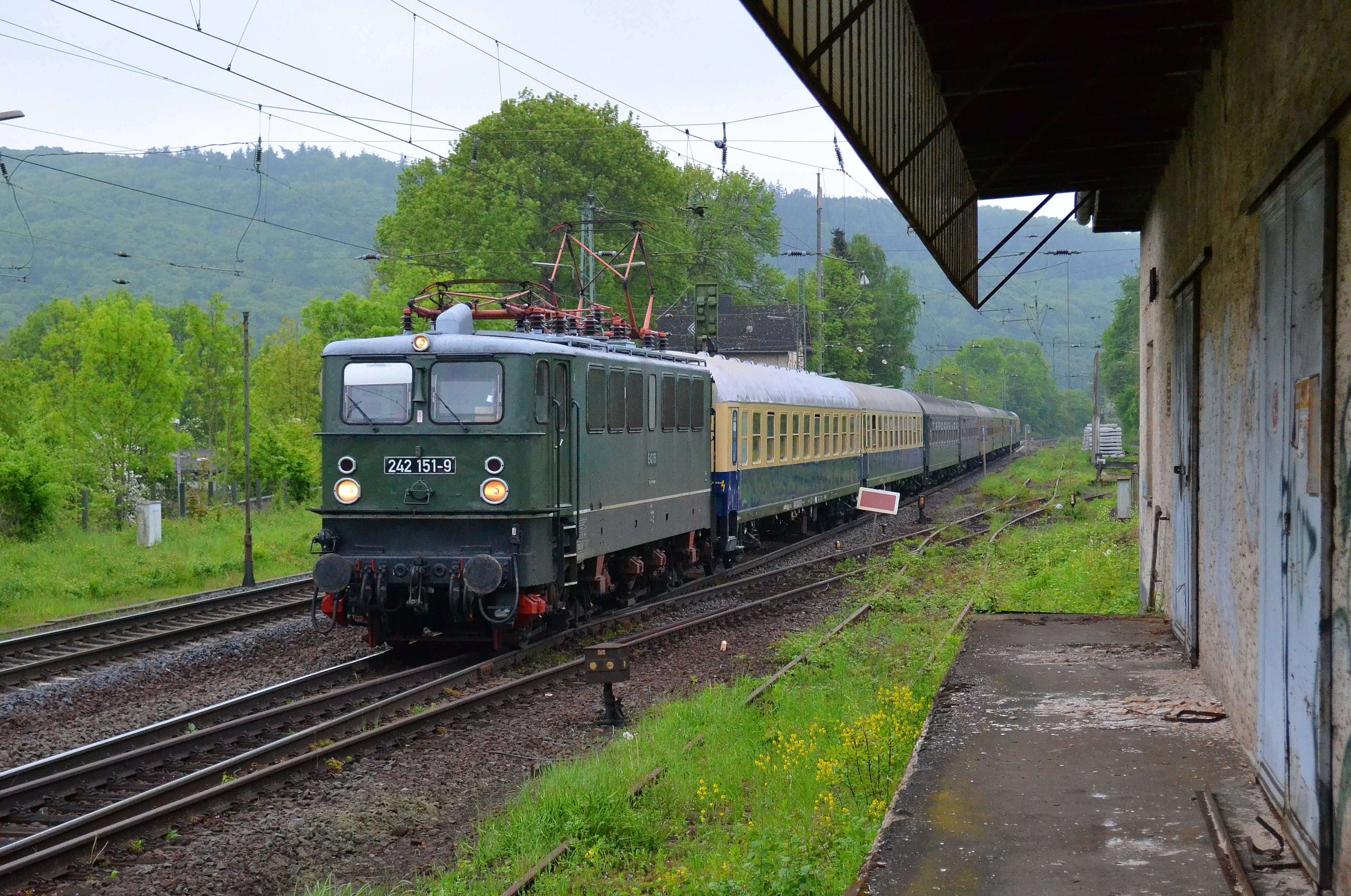
242 151 mit einem Sonderzug der Centralbahn bei Sinn auf der Dillstrecke
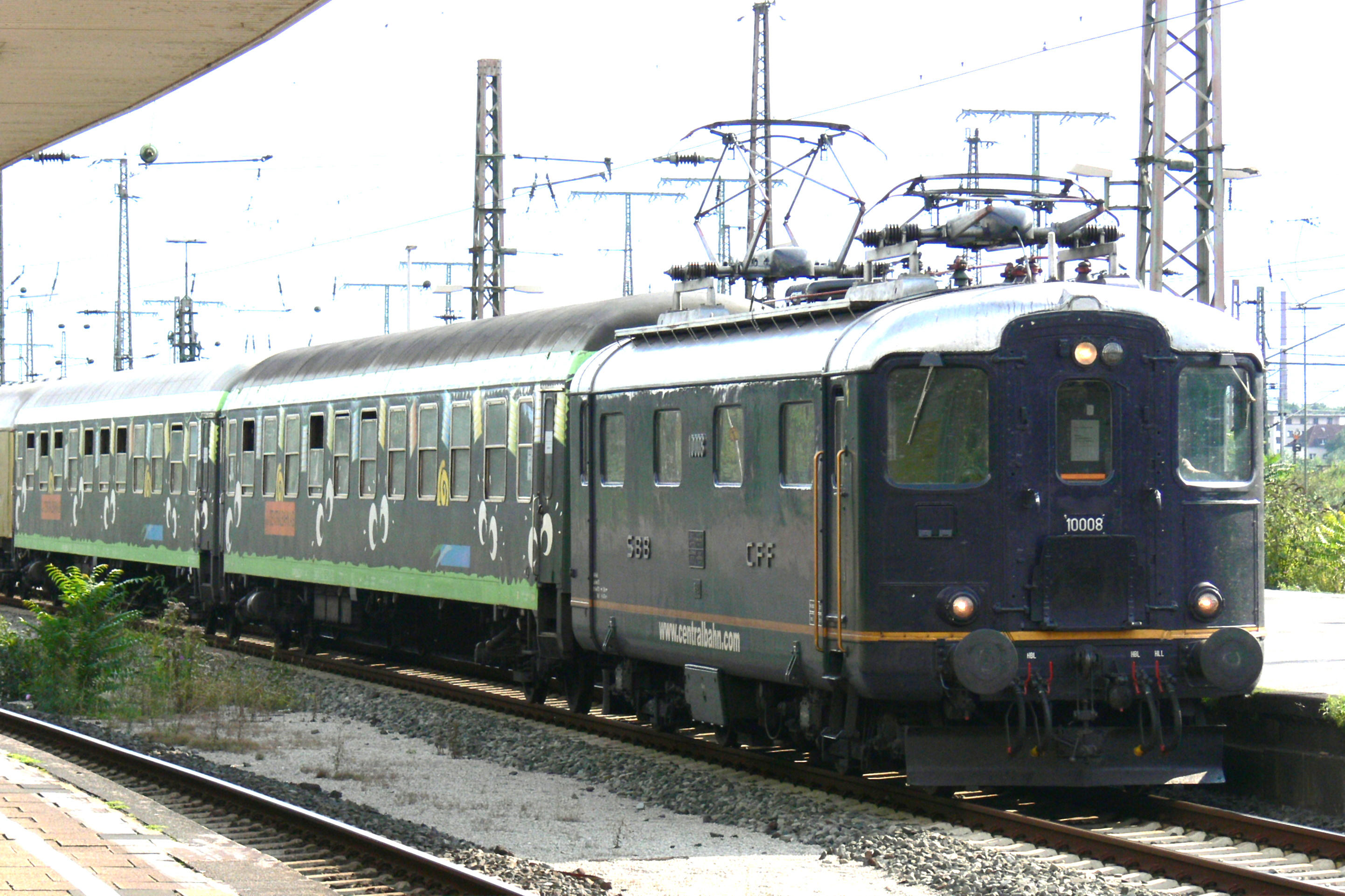
Re 4/4 I 10008 in Duisburg (19. August 2007)
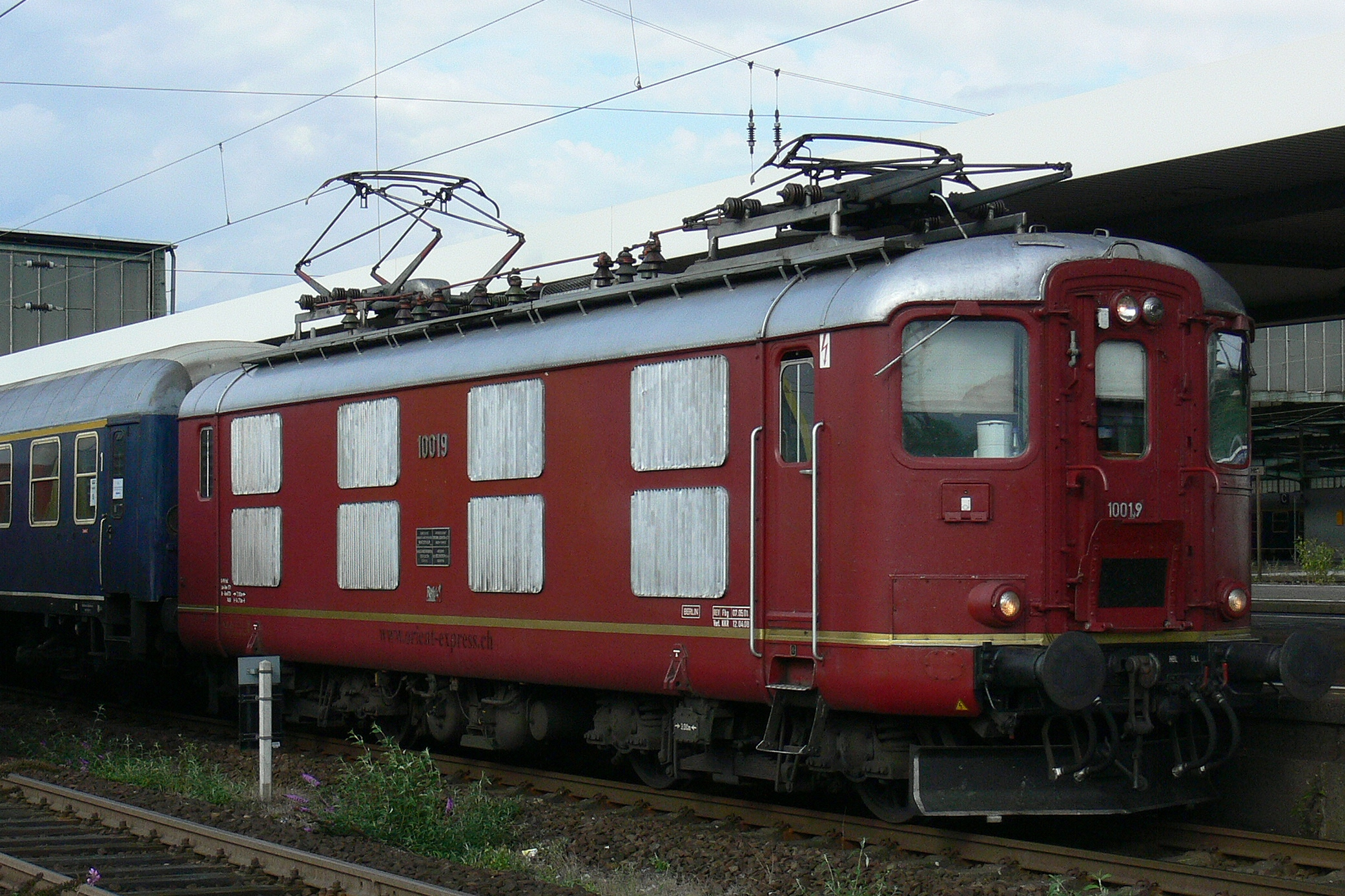
Re 4/4 I 10019 in Duisburg (19. August 2007)